# Francesco Cavalli
Francesco Cavalli, původním jménem Pier Francesco Caletti-Bruni (14. února 1602, Crema – 14. ledna 1676, Benátky) byl italský varhaník a skladatel. Dnes je znám především svými operami.

## Život
Prvním učitelem byl jeho otec Giovanni Battista Caletti (1577–1642), ředitel kůru a varhaník v Cremě. Talentu chlapce si povšiml benátský guvernér Cremy Federigo Cavalli, vzal ho k sobě do Benátek a stal se jeho patronem. Z vděčnosti pak Pier Francesco přijal jeho příjmení. V roce 1616 angažoval Claudio Monteverdi chlapce jako zpěváka do sboru baziliky svatého Marka v Benátkách, kde zpíval nejprve soprán a později tenor. V roce 1620 se stal varhaníkem v kostele San Giovanni e Paolo, kde působil až do roku 1630, kdy se oženil s bohatou vdovou Marií Schiavinou. Manželství zůstalo bezdětné, jeho manželka zemřela v roce 1652.

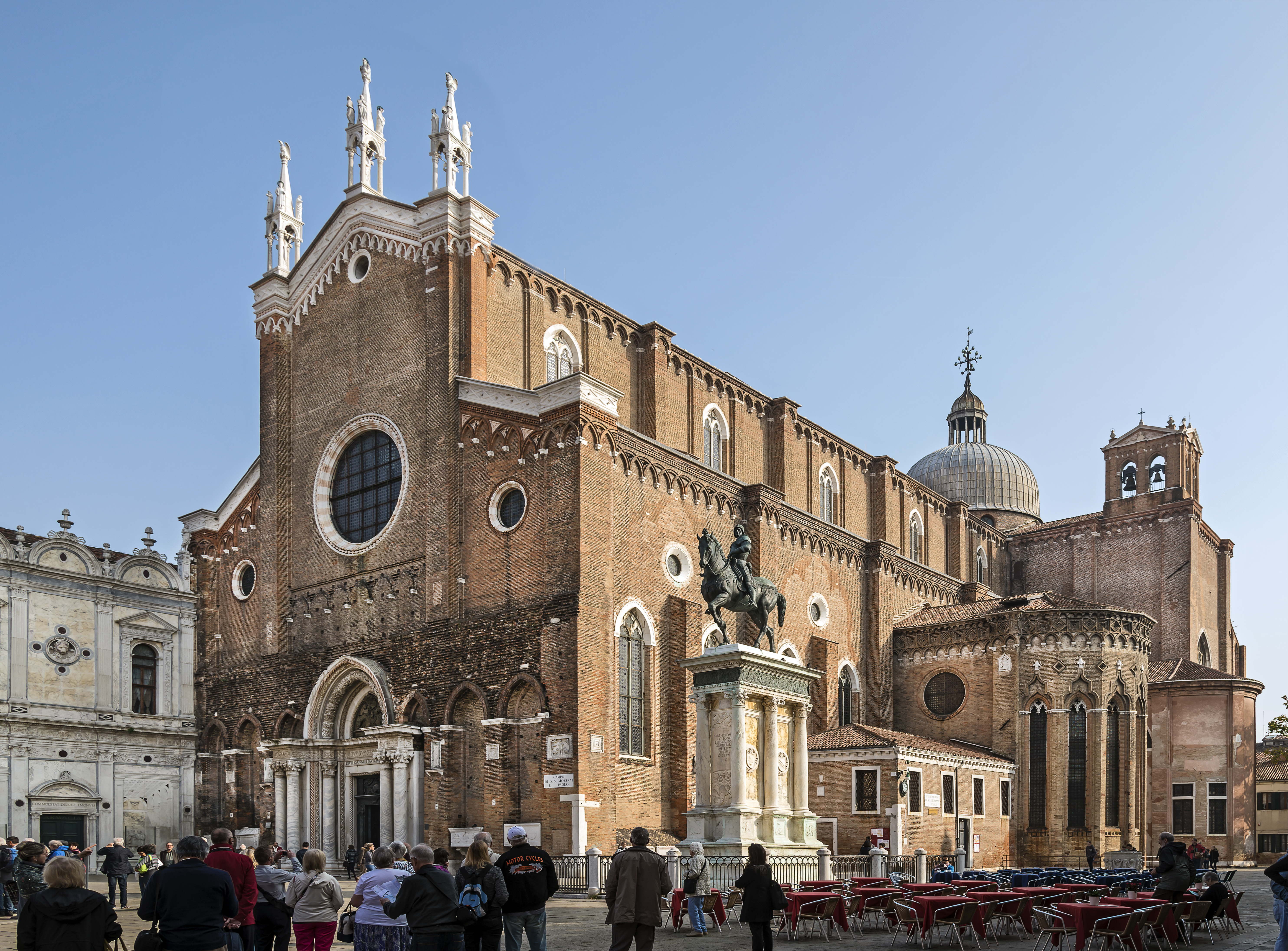
Kostel San Giovanni e Paolo

V roce 1639 se na základě výběrového řízení stal druhým varhaníkem chrámu sv. Marka a téhož roku uvedl na scénu i svou první operu Le Nozze di Teti e di Peleo v divadle San Cassiano, které bylo první veřejnou operní scénou otevřenou před pouhými dvěma roky. V roce 1641 měla v témže divadle premiéru opera Didone, jejíž libreto podle Vergilia napsal Giovanni Francesco Busenello, libretista slavné opery Korunovace Poppey Claudia Monteverdiho. V roce 1642 začala operou La virtù de' strali d'Amore spolupráce a libretistou Giovanni Faustinim (1615–1651), která trvala až do Faustiniho smrti. Mezitím Cavalli získal mezinárodní proslulost. jeho opera Egisto byla provedena v roce 1646 v Paříži a opera Giasone z roku 1649 se stala jednou z nejhranějších oper 17. století. Jeho největším rivalem v té době byl Pietro Antonio Cesti zejména svou operou L’Orontea.
V roce 1651 odcestoval do Neapole, kde uvedl další tři opery. Jeho opera Orione byla v roce 1653 hrána v Miláně na oslavu volby Ferdinanda IV. Habsburského římským králem (volba proběhla v Praze).
V dubnu roku 1660 odjel na pozvání kardinála Mazarina do Paříže, kde měla být uvedena jeho opera Ercole Amante (Zamilovaný Hercules) při příležitosti svatby Ludvíka XIV. se španělskou infantkou Marií Terezií Habsburskou. Špatný zdravotní stav kardinála, průtahy spojené s baletními vložkami skladatele Jeana-Baptiste Lullyho a i fakt, že nové divadlo v Palais des Tuileries, kde měla být opera uvedena, nebylo dosud dokončeno, vedly k tomu, že místo Ercole Amante byla uvedena v Louvru Cavalliho starší opera Xerxes doplněná francouzskou předehrou a baletní hudbou Jeana-Baptiste Lullyho.

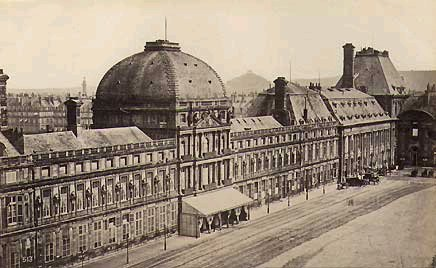
Tuileries před rokem 1871 – pohled z nádvoří Louvru

Opera Ercole amante byla v Tuileries uvedena o jeden a půl roku později. Byla doplněna 21 baletními sekvencemi Lullyho a trvala více než šest hodin. Jako tanečník vystoupil v průběhu představení několikrát „král slunce“ Ludvík XIV. Cavalliho opera tak zůstala poněkud ve stínu baletní hudby Lullyho.
Pařížské představení přineslo skladateli velké zklamání, takže zpočátku již nechtěl komponovat další opery, nicméně v letech 1664 až 1673 složil dalších šest oper. V roce 1665 se, poté co Massimiliano Neri odešel do Bonnu, stal prvním varhaníkem chrámu sv. Marka a po smrti Giovanni Rovetty ředitelem kůru (maestro di cappella San Marco). V tomto postavení zůstal až do své smrti v roce 1676. Ke konci svého života již komponoval pouze duchovní hudbu včetně Requiem, které bylo hráno na jeho pohřbu. Je pohřben v kostele San Lorenzo.
Spolu s rostoucím zájmem o barokní hudbu jsou v současné době Cavalliho opery znovu uváděny na scénu.

## Dílo

### Opery
Pokud není uvedeno jinak, byly místem premiéry Benátky.
- Le nozze di Teti e di Peleo (libreto Orazio Persiani, Teatro San Cassiano, leden 1639)
- Gli amore di Apollo e di Dafne (libreto Giovanni Francesco Busenello podle Ovidia, Teatro San Cassiano, karneval 1640)
- La Didone (libreto Busenello podle Vergiliovy Aeneis, Teatro San Cassiano 1641)
- Narcisso et Ecco immortalati (libretto Persiani,1642, ztraceno)
- L'Amore innamorato (1642, ztraceno)
- La virtù de' strali d'Amore (libreto Giovanni Faustini, Teatro San Cassiano, 1642)
- L'Egisto (libreto Giovanni Faustini, Teatro San Cassiano, 1643)
- La Deidamia (libreto S. Herrico,1644, ztraceno)
- L'Ormindo (libreto Giovanni Faustini, Teatro San Cassiano, 1644)
- Il Romolo e 'l Remo (libreto G. Strozzi1645, ztraceno)
- La Doriclea (libreto Giovanni Faustini, Teatro San Cassiano 1645)
- Il Titone (libreto Giovanni Faustini, 1645, ztraceno)
- la prosperità infelice di Giulio Cesare dittatore (libreto G. F. Busenello, 1646, ztraceno)
- La Torilda (libreto P. P. Bissari, 1648, ztraceno)
- Il Giasone (libreto Giacinto Andrea Cicognini, Teatro San Cassiano 5. ledna 1649)
- L'Euripo (libreto Faustini, 1649)
- La Bradamante (libreto P. P. Bissari, 1650, ztraceno)
- L'Orimonte (libreto Nicolò Minato, Teatro San Cassiano 23. února 1650)
- L'Oristeo (libreto Faustini, Teatro San Apollinare 1651)
- La Rosinda (libreto Faustini, 1651)
- L'Armidoro (libreto B. Castoreo, 1651, ztraceno)
- La Calisto (libreto Faustini, Teatro San Apollinare, 28. listopadu 1651)
- L'Eritrea (libreto Faustini, Teatro San Apollinare 16. ledna 1652)
- Il Delio (La Veremonda, l'amazzone di Aragona) (libreto Cicognini a Giulio Strozzi, Neapol, 21. prosince 1652)
- L'Helena rapita da Teseo (libreto G. Badoaro, 1653)
- L'Orione (libreto Francesco Melosio, Milán, červen1653 při volbě Ferdinanda IV. Habsburského římským králem)
- Il Ciro (ve spolupráci se skladatelem Andreu Mattiolim, libreto Giulio Cesare Sorrentino, Teatro San Giovanni e San Paolo, 30. ledna 1654)
- Il Xerse (libreto Nicolò Minato, leden 1654)
- L'Erismena (libreto Aurelio Aureli, Teatro San Apollinare 30. prosince 1655)
- La Statira (Statira principessa di Persia) (libreto Busenello, Teatro San Giovanni e San Paolo, 18. ledna 1655)
- L'Artemisia (libreto Nicolò Minato, Teatro San Giovanni e San Paolo 10. ledna 1657)
- L'Hipermestra (libreto Moniglia, Florencie, 12. června 1658)
- L'Antioco (libreto Minato, 1659, hudba ztracena)
- Il rapimento d'Helena (libreto původně Faustini, přepracováno Minatem, Teatro San Cassiano, 26. prosince 1659)
- La pazzia in trono, ossia il Caligola delirante (libreto D. Gisberti, 1660, ztraceno)
- L'Ercole (Ercole amante) (libreto Francesco Buti podle Ovidia Salles des Machines, Palais des Tuileries, 7. února 1662)
- Scipione affricano (libreto Minato, Teatro San Giovanni e Paolo, únor 1664)
- Il Mutio Scevola (Muzio Scevola) (libreto Faustini, přepracováno Minatem, Teatro San Samuele, 1665)
- Il Pompeo Magno (libreto Minato, Teatro San Salvatore, 20. února 1666), Libretto von.
- L'Eliogabalo (komponováno v roce 1667, uvedeno při karnevalu v roce 1668)
- Coriolano (1669, ztraceno)
- Massenzio (1673, ztraceno)

### Další skladby
- Musice sacre (1656)

obsahuje mše, hymny, Magnificat a šest vícehlasých sonát